# Savignyella lafontii
Savignyella lafontii is een mosdiertjessoort uit de familie van de Savignyellidae. De wetenschappelijke naam van de soort is voor het eerst geldig gepubliceerd in 1826 door Audouin.